# Johan Emil Hästbacka
Johan Emil Hästbacka, J.E. Hästbacka, född 30 juni 1872 i Terjärv, död där 17 januari 1951, var en finländsk politiker och bankman. 
Hästbacka var 1912–1929 direktör vid Wilh. Schauman Ab i Jakobstad och från 1930 verkställande direktör i Terjärv sparbank. Han var representant för Svenska folkpartiet i Finlands riksdag 1917–1948, tillhörde ett flertal statskommittéer samt var 1922–1929 och 1934–1947 statsrevisor. Inför riksdagsvalet 1948 uteslöts han ur Svenska folkpartiets valförbund sedan han i statsutskottet (av sparsamhetsskäl) röstat mot ett lagförslag om inrättandet av nya län, bland annat ett Korsholms län. Han tilldelades ekonomieråds titel 1932.